# Ceifeiros (Bruegel)
Ceifeiros é uma pintura a óleo sobre madeira de 1565 do mestre flamengo da Renascença Pieter Bruegel, que faz parte do conjunto de pinturas que se designa por Os Meses, correspondente esta aos meses de Julho e Agosto, e representando um dos trabalhos do campo desta época do ano, a ceifa.
A obra está assinada e datada, "BRVEGEL [...] LXV", estando actualmente exposta no Museu Metropolitano de Arte de Nova Iorque.

## Descrição
O quadro descreve o trabalho e o descanso num dia de verão, provavelmente em agosto. Em primeiro plano, dois camponeses ceifam longos caules de cereal com gadanhas, enquanto um terceiro atravessa o campo através de uma vereda aberta na seara, trazendo um cântaro de bebida em direcção a alguns companheiros que à sombra de uma pereira estão a comer, a beber e a descansar. Mais para trás, à direita, algumas mulheres apanham do chão os caules já ceifados fazendo molhos com eles. A natureza estática das figuras do lado direito contrasta com o movimento das do lado esquerdo, estando o conjunto unido pela cor uniforme da seara que amplifica os gestos. O camponês deitado antecipa a pose de um personagem de outra pintura de Bruegel, A Terra da Lassidão.

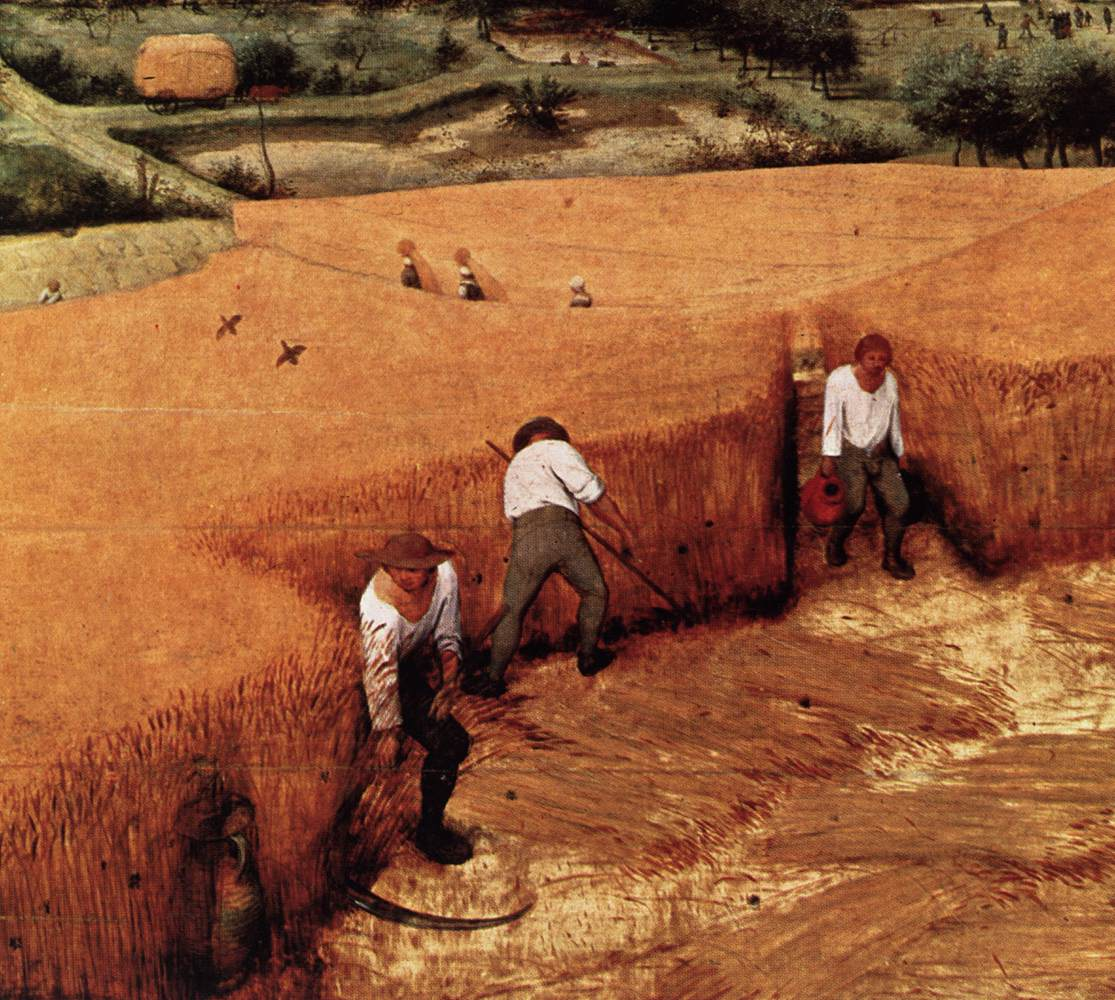
Detalhe

O amarelo das searas domina grande parte do quadro, enquanto o fundo tem uma tonalidade verde e esverdeada, além do azul-cinza claro do céu. Vê-se uma pequena igreja entre a folhagem da vegetação e, mais longe, uma aldeia e um castelo. Mesmo ao longe há figuras, estando uma a transportar feno numa carroça e outros camponeses diminutos estão em actividades recreativas. A colina da esquerda, para lá dos campos ao centro, está coberta também de searas. Ao longe, divisa-se um lago, ou braço de mar, esbatido pela neblina do calor estival.
Para Mary Sprinson Jesús, a série de pinturas os Meses é um ponto marcante na história da arte ocidental. Bruegel afastou-se da prática rigorosamente seguida pelos artistas renascentistas, tanto do norte como do sul, de limitar a paisagem a um mero papel de apoio na pintura devocional cristã, e vemos em seu lugar um novo Humanismo, ao mesmo tempo pastoral e vernáculo. Numa inovação extraordinária, cenas não ideais com camponeses a cultivar a terra, a cuidar dos seus rebanhos e a caçar surgem enquadrados numa paisagem dominante.
Em vez de usar a paisagem simplesmente como o enquadramento para uma história bíblica ou mitológica, Bruegel faz da própria natureza, incluindo a natureza humana, o sujeito. Bruegel era um humanista e um observador exímio  da natureza em todas as suas formas, incluindo a humana, e nesta série, ele celebra a natureza e a parcela do homem nela. Estas cenas campestres mostram a vida de todos, o trabalho diário realizado durante gerações.
O tema estival foi objeto também de um desenho de Bruegel de 1568, que está no Hamburger Kunsthalle, mas em que a atividade humana se sobrepõe relativamente à paisagem.

## História
A obra fazia parte da série Meses, da qual restam cinco quadros pois um deles perdeu-se, série encomendada pelo próspero comerciante e conhecedor de arte Niclaes Jonghelinck de Antuérpia. Em 1594, a série foi comprada pelo Conselho desta cidade, para a oferecer de presente a Ernesto, Arquiduque da Áustria, o governador dos Países Baixos que estava em Bruxelas. Depois a obra viajou até Praga para integrar as vastas coleções de Rudolfo II. Permaneceu nas mãos dos Habsburgos em Viena até que em 1809 foi requisitada por Napoleão e enviada para Paris, juntamente com outras obras que estavam no Belvedere de Viena. A obra reapareceu em 1910 na capital austríaca tendo sido comprada pelo francês Jean Doucet que dois anos mais tarde a vendeu ao Museu Metropolitano de Nova Iorque.

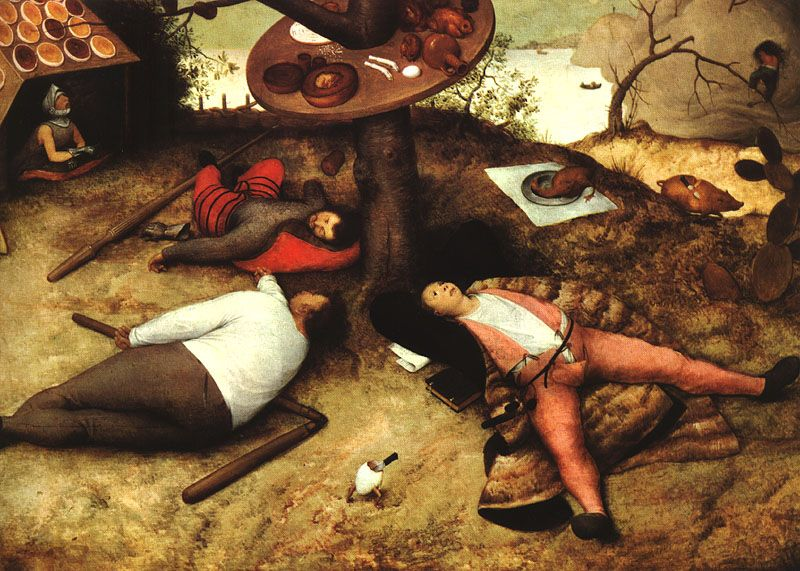
A Terra da Lassidão (1567), de Pieter Bruegel

## Ligação externa
- Nota sobre a Obra no sítio oficial do MET []